# Ԃ
Komi Dje (Ԃ ԃ; cursiva:   Ԃ ԃ   ) es una letra del alfabeto Molodtsov, una variante de la escritura cirílica. Se usó solo en la escritura del Komi en la década de 1920.
Komi Dje representa la oclusiva palatal sorda que es un tipo de sonido consonántico, usado en muchas lenguas del mundo (/ ɟ /).

## Códigos de computación
| Carácter      | Ԃ                           | Ԃ                           | ԃ                                 | ԃ                                 |
| ------------- | --------------------------- | --------------------------- | --------------------------------- | --------------------------------- |
| Unicode       | MAYÚSCULA CIRÍLICA KOMI DJE | MAYÚSCULA CIRÍLICA KOMI DJE | LETRA MINÚSCULA CIRÍLICA KOMI DJE | LETRA MINÚSCULA CIRÍLICA KOMI DJE |
| Codificación  | decimal                     | hex                         | decimal                           | hex                               |
| Unicode       | 1282                        | U+0502                      | 1283                              | U+0503                            |
| UTF-8         | 212 130                     | D4 82                       | 212 131                           | D4 83                             |
| Ref. numérica | &#1282;                     | &#x502;                     | &#1283;                           | &#x503;                           |